# 藍天蔚
藍 天蔚（らん てんい）は清末民初の軍人。北洋系に属し、同時に革命派の士官として知られる。字は秀豪。

## 事跡

### 清末の革命活動
幼い頃は学問と商売を兼ねていた。成長すると張之洞の新軍に加入し、将弁学堂で学んだ。1902年（光緒28年）、張の推薦により日本へ留学する。成城学校を経て陸軍士官学校で学んだ。
1903年（光緒29年）春、日本で中国人留学生による拒俄運動（反露運動）が起き、拒俄義勇隊が組織される。藍はその学生軍隊長をつとめた。しかし、清朝政府の圧力により義勇隊は解散されている。1904年（光緒30年）、陸士工兵科第2期を卒業した。なお、同時期に留学した呉禄貞・張紹曽とともに、後に「北洋士官の三傑」と称される。
帰国後、藍天蔚は湖北督練公所提調兼湖北将弁学堂教習に就任した。このとき、藍は長沙日知会という組織に属し、革命派思想の宣伝につとめた。その後、第32標標統帯に異動した。しかし、第8鎮統制張彪に革命宣伝を猜疑・監視されたため、藍は自ら辞任している。
1907年（光緒33年）4月、奉天に転じ、呉禄貞・張紹曽とともに東三省総督徐世昌の下で職に就いた。1910年（宣統2年）春、後任の東三省総督錫良により、日本に軍事視察に赴き、陸軍大学校で学んだ。帰国後に第2混成協協統に任命され、奉天北大営に駐屯した。
1911年（宣統3年）10月、藍天蔚・張紹曽・呉禄貞は、直隷省永平県（現在の河北省盧竜県）で開催予定の秋季演習を機に挙兵をもくろむ。しかし、武昌起義勃発で演習が中止されてしまったために予定を変更し、急遽清朝に向けて憲法制定・責任内閣制実施を要求する声明を発した。このとき、張・呉に加え、第3鎮第5協統領盧永祥、第39協統領伍祥禎、第40協統領潘矩楹も名を列ねている。これにより、清朝は憲法公布を迫られるなど一定の圧力となった。しかし藍らに対する清朝、さらには袁世凱の追及も厳しかった。特に呉と張は更迭されてしまい、呉はまもなく袁の刺客に暗殺され、張も下野に追い込まれている。

### 民国時代の活動
それからまもなく、藍天蔚は革命派により関外革命軍大都督に推戴され、第2混成協を率いて東三省総督趙爾豊の追放を目論む。しかし、趙の素早い処置により、藍は混成協統を罷免、軍権も剥奪されてしまい、上海へ逃れた。その後も引き続き関外軍政府大都督として革命活動を続けている。
中華民国が成立すると黎元洪を指導者とする政党・民社にも加わったが、袁世凱が大権を掌握してからは遠ざけられる。1913年（民国2年）の二次革命（第二革命）に与したとして、1914年（民国3年）に収監されたが、参謀次長陳宧の斡旋により釈放された。
1915年（民国4年）12月からの護国戦争では、湖北で独立軍を蜂起したが、失敗に終わる。1916年（民国5年）、奉天省に遷り、奉天督軍張作霖駆逐を画策したが、これも事漏れて失敗した。1921年（民国10年）5月、孫文の北伐に呼応するため、鄂西聯軍を湖北省で組織した。しかし1922年（民国11年）1月、孫伝芳に敗北し、四川省に逃れた。そして、川軍（四川軍）指揮官の但懋辛に逮捕されてしまう。
重慶へ護送された3月11日、藍天蔚は拳銃自殺を遂げた。享年45。